# 金山米次郎

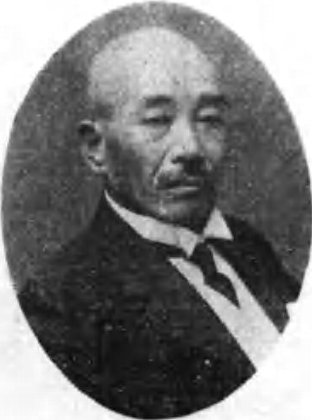
金山米次郎

金山 米次郎（かなやま よねじろう、1872年6月29日（明治5年5月24日）- 1941年（昭和16年）5月29日）は、富山市長。弟は安田銀行下谷支店長を務めた金山音治。

## 来歴
富山県富山市出身。青雲の志を抱き東京に出る。東京芝新銭座町4番地（現・東京都港区東新橋2丁目）にあった吏党系の壮士の集う「青年義勇団」に所属しようとしたが若すぎた為、年齢を2歳偽り所属した。実年齢20歳（公称22歳）の時、1891年（明治24年）5月29日、板垣退助を総理（総裁）に迎えた自由党は「国家主義（極右）と社会主義（極左）とはともに国を滅ぼす」とし、その中庸を目指す自由党の自由主義こそが国家を津々と発展させるものであるとして国家が歩むべき方向性を示す宣言を行い、10月15日に自由党は党大会を開いて党則を改正したが、国家主義を標榜し民党と対立する吏党に所属する米次郎は、自由党の方向性と板垣に対して憤りを覚えた。同年10月20日、東京府神田区神田錦町（現・東京都千代田区神田錦町3丁目3番地 神田税務署）の錦輝館で行われた自由党演説会に聴衆を装い潜入。壇上に立った板垣退助が『政治の要領』と題する演説を行っている最中、ナイフを所持して壇上にあがり暗殺未遂事件を起こす。

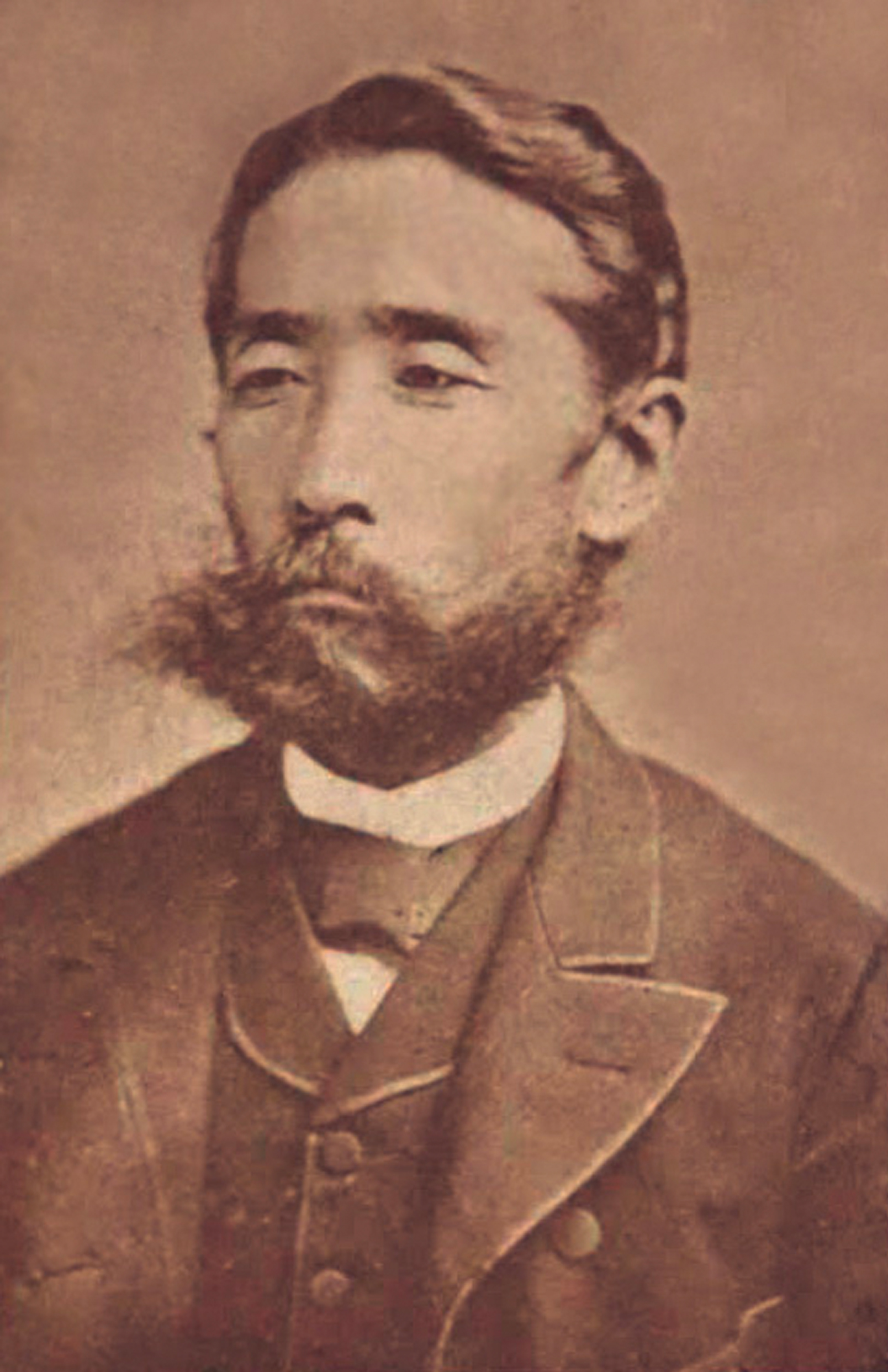
板垣退助（1886年）

米次郎は2間（約3.6ｍ）の距離から壇上に迫り、殺そうと突進したが、呑敵流の免許皆伝であった板垣は咄嗟に身をかわしたため、指一本触れることができず、護衛の壮士や巡査によって取り押さえられ、小川署に連行され取調を受けた。結果的には年齢が若かったことと、板垣に指一本触れることができず被害を与えていないことが幸いし微罪で釈放された。その後、板垣から送られた手紙を読んで大いに悔悟するところがあり、自由党に入党して自由民権運動に参加。
事件から7年後の1898年（明治31年）10月23日、民党合同を維持する目的で開かれた憲政党青年大会では、常議員に選出される。のち進歩党系の青年急進派党員となり、富山では機関誌『急進』を刊行するが、出版停止処分を受けた。
さらに1907年（明治40年）以降、富山市会議員に6回、富山県会議員に2回当選した。その間、市参事会員、市会議長、県会議長、県参事会員を歴任。1933年（昭和8年）に富山市長に選出された。
1941年（昭和16年）5月29日歿。享年70歳。